# Basilikan i Vézelay
Basilikan i Vézelay (franska: Basilique Sainte-Marie-Madeleine, Sankta Maria Magdalenas klosterkyrka) var ett benediktinskt kloster i staden Vézelay i departementet Yonne i Bourgogne-Franche-Comté, Frankrike. Klosterkyrkan, med dess avancerade program för bildspråk i skulpterade kapitäl och portaler är ett av de enastående burgundiska romanska arkitekturens mästerverk, även om stora delar av dess skulpterade exteriör fördärvades under franska revolutionen. Kyrkan och höjden i Vézelay fick världsarvsstatus 1979.

## Historia
Det benediktinska abbotklostret i Vézelay grundades, liksom många kloster, på mark som hade hyst en senromersk villa tillhörande Vercellus (Vercelle blev Vézelay). Villan kom i händerna på karolingerna och överläts till den karolingiska greven Girart av Roussillon. De två klostren som han grundade plundrades och upplöstes av Moriska räder på 700-talet och ett kloster på höjden brändes ner av Normandiska angripare. På 800-talet, återgrundades abbotklostret under ledning av Badilo, som blev anslutet till den reformerade benediktinska orden i Cluny. Vézelay låg också i början av en av de fyra vägarna genom Frankrike för pilgrimer på väg till Santiago de Compostela i Galicien i nordvästra hörnet av Spanien.
Omkring 1050 började munkarna i Vézelay göra anspråk på att ha Maria Magdalenas reliker, enligt dem, hämtade från Heliga landet antingen av deras grundare, Badilo, eller av sändebud utskickade av honom. Något senare hävdade en munk i Vézelay att han hade upptäckt, i en krypta i Saint-Maximin-la-Sainte-Baume i Provence, utskuret på en tom sarkofag, en framställning av Jesu smörjelse i Betania, där Jesus blev smord av Maria från Betania, på medeltiden ansedd att vara Maria Magdalena. Munkarna i Vézelay förklarade den vara Maria Magdalenas grav, varifrån hennes reliker hade tagits till deras kloster. Befriade fångar tog sina kedjor som offer till klostret, och det var den nyvalde abboten Geoffroy som år 1037 lät smälta ner järnet och smida det till järnräcken runt Maria Magdalenas altare. Därav blev resandet av ett av de exempel på romansk arkitektur som följde möjliggjord av pilgrimer till de förklarade relikerna och deras taktila exempel som demonstrerar effekten av bön. Maria Magdalena är prototypen av den botgörande syndaren, och Vézelay har förblivit en viktig pilgrimsort för katolskt troende, trots att relikerna brändes av hugenotterna på 1500-talet.

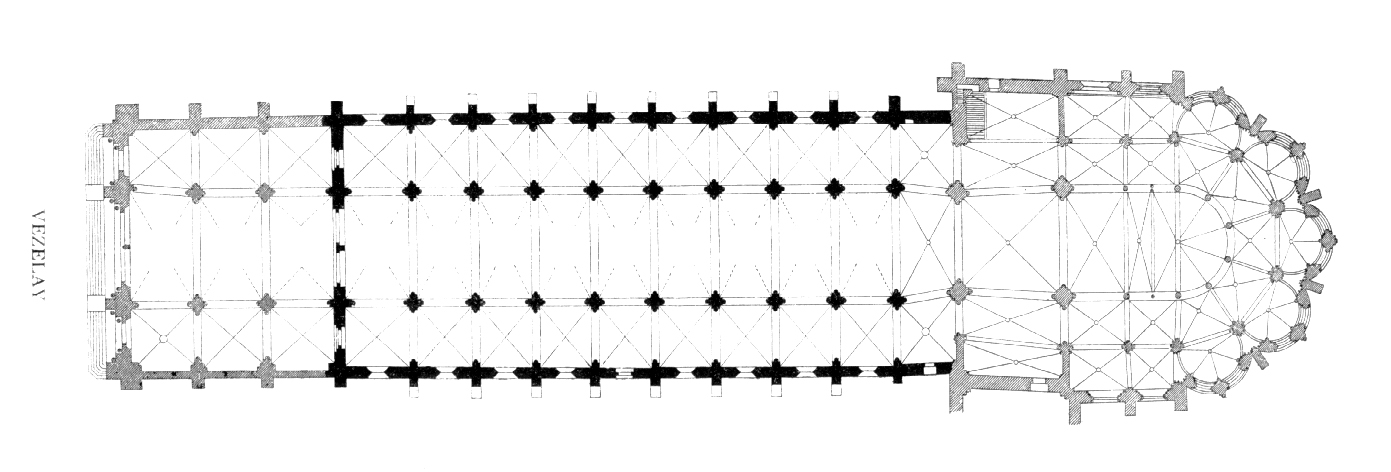
Planritningen visar justeringen av valven mellan koret och det nya mittskeppet.

För att hysa alla pilgrimer påbörjades bygget av den nya klosterkyrkan, invigd 21 april 1104, men byggkostnaderna innebar så stora skattebördor att bönderna gjorde uppror och dödade abboten. Invasionen av pilgrimer var så stor att ett utvidgat narthex (ett vapenhus) byggdes, som invigdes av påve Innocentius II år 1132 för att göra det lättare att minska trängseln.
Sankt Bernhard av Clairvaux bad här för Andra korståget påsken 1146, framför kung Ludvig VII av Frankrike. Rickard I av England och Filip II av Frankrike möttes här och tillbringade tre månader vid klostret 1190 innan de avreste till det tredje korståget. Thomas Becket i exil, valde Vézelay för sin Pingstdags-predikan 1166, där han tillkännagav exkommuniceringen av den engelske kungen Henrik II av Englands främsta anhängare och även hotade exkommunicera kungen. Kyrkans mittskepp, som en gång brann, med flera döda, brann åter 1165. Efter dess återuppbyggnad har den behållit sitt utseende fram till idag.

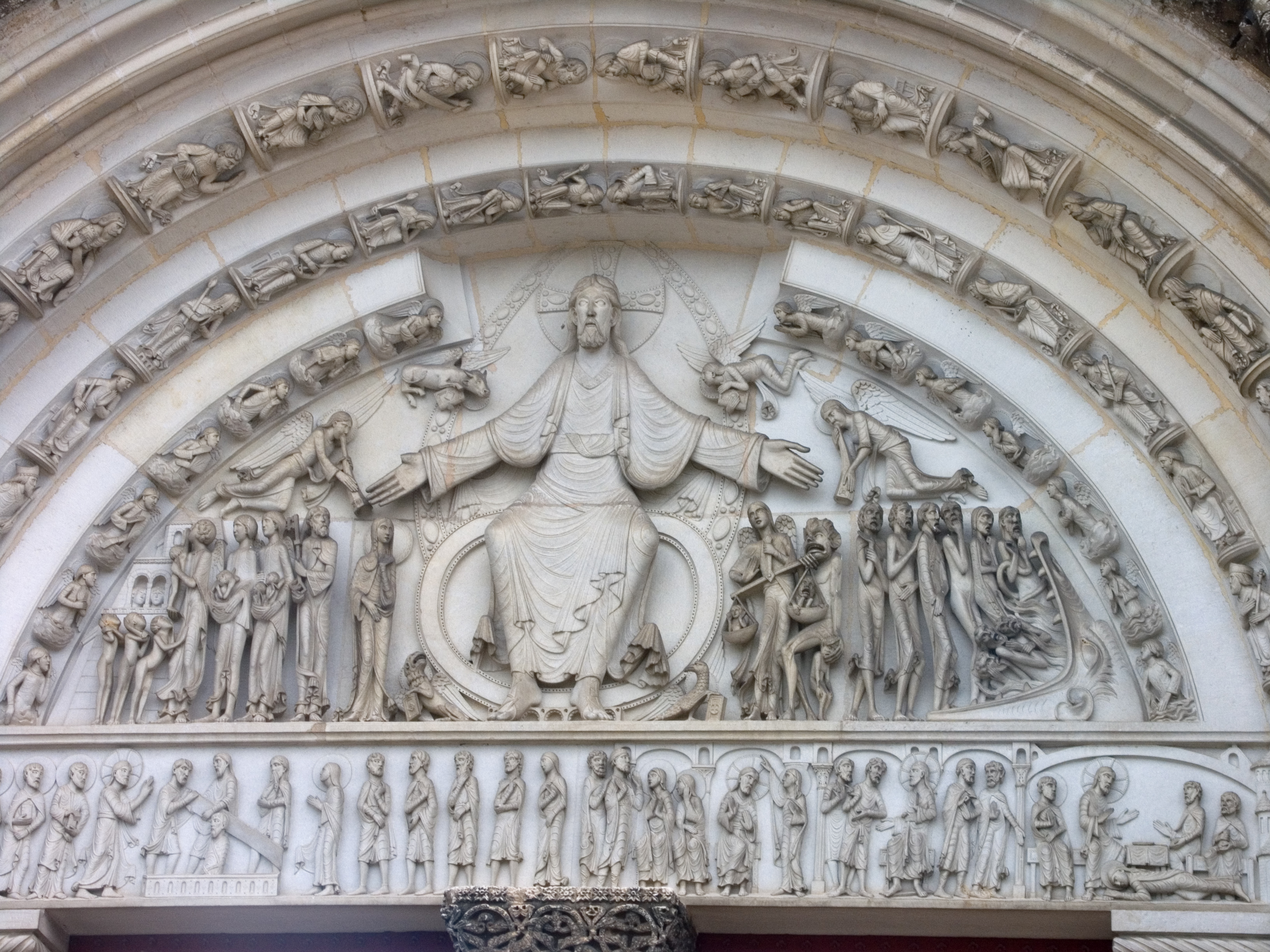
Mittportalens tympanon på basilikans fasad (den yttersta domen)

Klostergemenskapen var beredd att försvara Vézelays frihet och privilegier mot alla uppstickare: biskoparna i Autun, som utmanade deras hävd till frihet; Grevarna av Nevers, som hävdade behörighet i deras råd and rätt till gästfrihet i Vézelay; abboten i Cluny, som hade reformerat sina regler och försökte behålla kontrollen över abboten inom dess hierarki; stadsbefolkningen i Vézelay, som krävde ett minimum av självstyre.
Början till Vézelays nedgång sammanföll med upptäckten av Maria Magdalenas kropp år 1279 i Saint-Maximin-la-Sainte-Baume i Provence, given regal patronage by Karl II av Neapel. När Karl uppförde ett dominikanskt kloster i La Sainte-Baume, hittades helgedomen helt intakt. Där fanns till och med en förklarande inskription som förklarade varför relikerna gömts. De lokala dominikanermunkarna satte snart samman ett register av mirakel som dessa reliker hade givit upphov till. Upptäckten underminerade Vézelays position som den viktigaste helgedomen för Maria Magdalena i Europa.
Efter franska revolutionen riskerade Vézelay rasa ihop. 1834 varnade den nyss utnämnda franska inspektorn för historiska monument, Prosper Mérimée (mer känd som författaren till Carmen), för att den var nära att kollapsa, och på hans rekommendation utsågs den unge arkitekten Eugène Viollet-le-Duc att förestå en massiv och framgångsrik restaurering, genomförd i flera steg mellan 1840 och 1861, då hans medarbetare ersatte en stor mängd av de väderbitna och vandaliserade skulpturerna. De flygande strävpelarna som stödjer mittskeppet är hans verk.
Sedan 1920 har kyrkan haft titeln basilika.

## Vézelay och ljuset

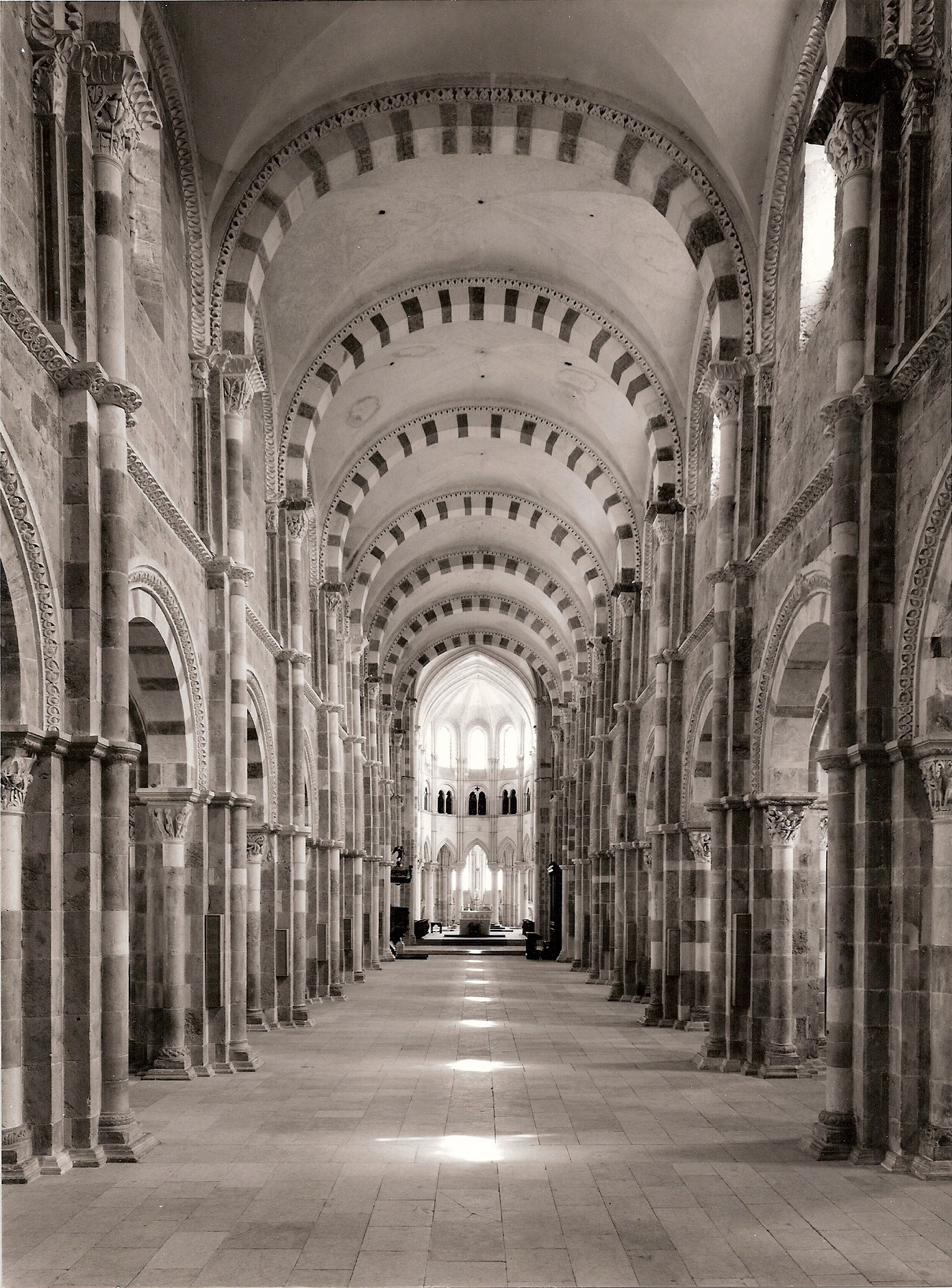
Kl. 14:27 den 23 juni 1976 i mittskeppet av basilikan, gjorde fader Hugues Delautre OFM ett möte med solen, just vid det ögonblick där ljuset manifesterade för honom byggnadens hemligheter. Foto av François Walch.

1976, efter mer åtta århundraden, upptäckte Hugues Delautre, en av de franciskanska prästerna med ansvar för skötseln av Vézelays helgedom sedan 1966, att inte bara orientationsaxeln av La Madeleine, utan även dess inre struktur har bestämts med hänsyn till jordens position i förhållande till solen. Varje år, på Johannes döparens dag avslöjas kyrkans kosmiska dimensioner; ljuset som kommer genom det södra Klerestoriumfönstret projicerar ljuspunkter som exakt hamnar i mitten av mittskeppet med en enastående precision.